# ハイアットリージェンシー京都
ハイアットリージェンシー京都（ハイアットリージェンシーきょうと、英: Hyatt Regency Kyoto）は、京都府京都市東山区三十三間堂にあるホテルである。ハイアットホテルアンドリゾーツの1つである。運営は東山ホールディング。

## 概要
1971年に、京都パークホテルとして開業。開業時は2階建ての小規模なホテルだったが、1980年に現在の建物に建て替えられた。しかし、経営不振により2004年12月にモルガン・スタンレーに売却された。2005年1月から7か月をかけて内部が全面的に改装され、2006年3月15日に、ハイアットリージェンシー京都としてリニューアルオープンした。また、2013年にはオリックス不動産へ譲渡されている。
標準の客室は、旧京都パークホテルの客室3室を2室に改造して、30平方メートルの広さに拡大している。客室数はスイートルーム4室を含む全189室。3つのレストランと、バー、スパ、フィットネスセンターがある。
隣接する三十三間堂を含むこのホテルの一帯は、平安時代の末期、当時の朝廷の最高権力者だった後白河法皇の院御所である「法住寺殿」があった。

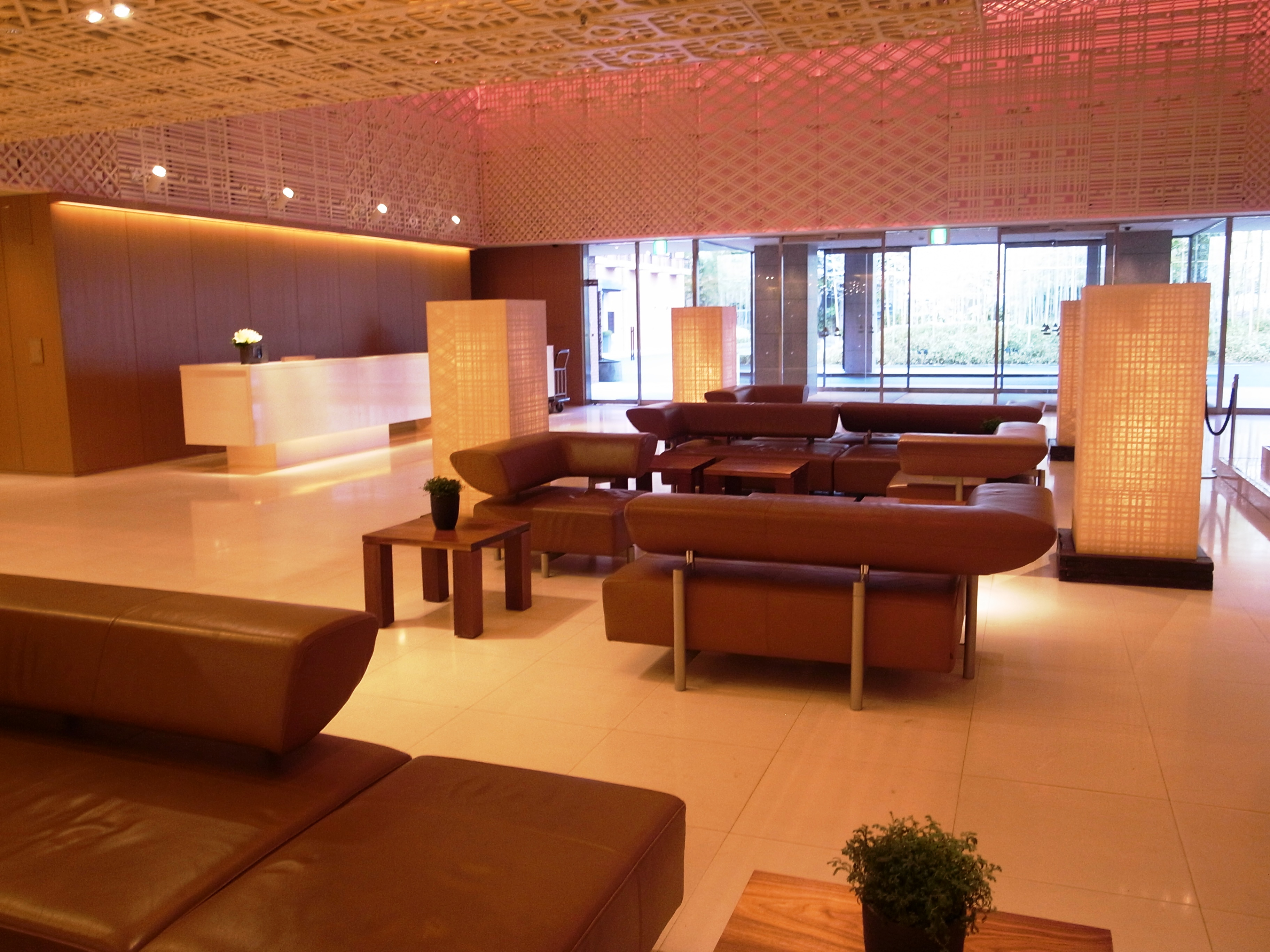
フロント・ロビー
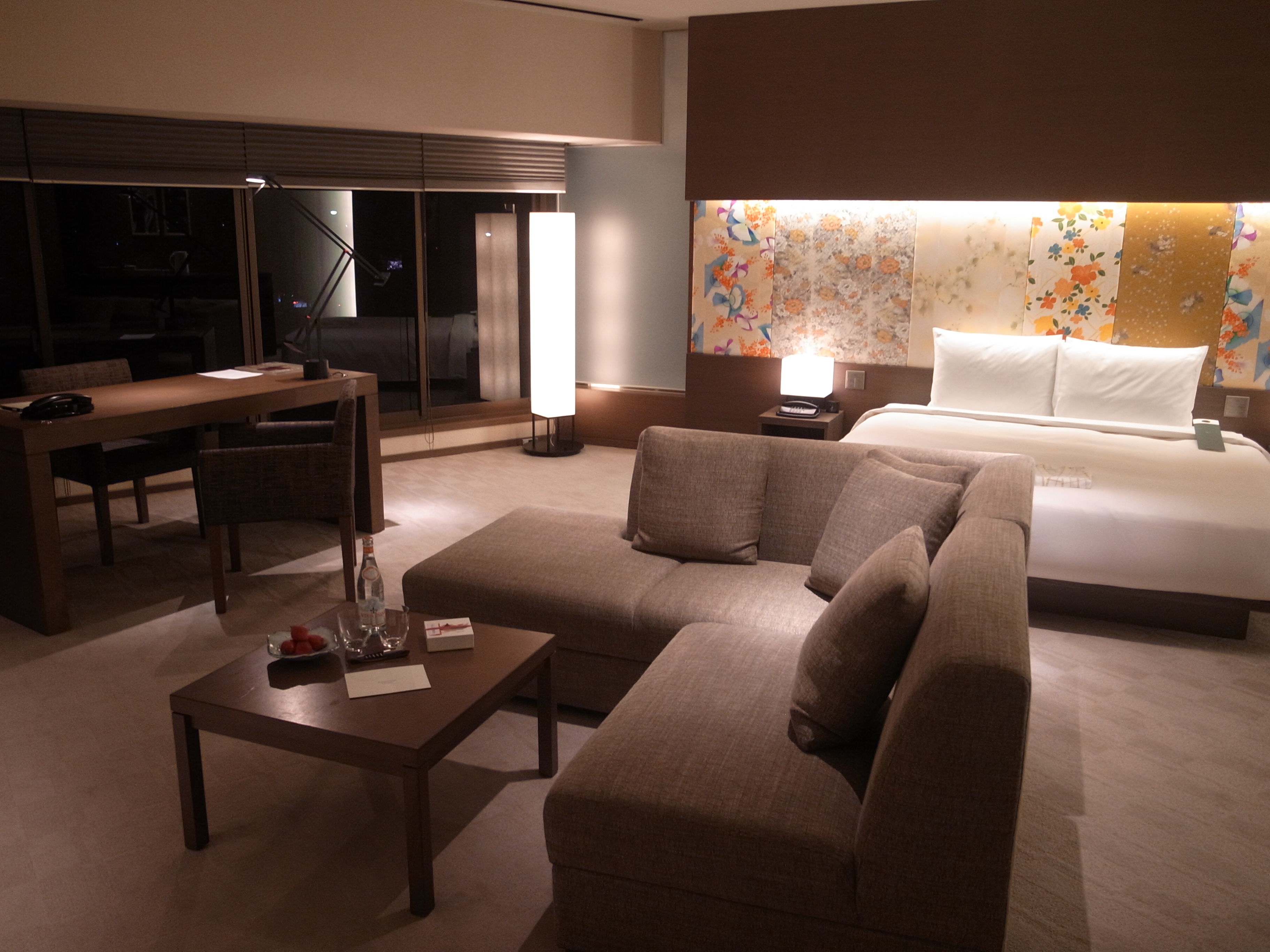
客室
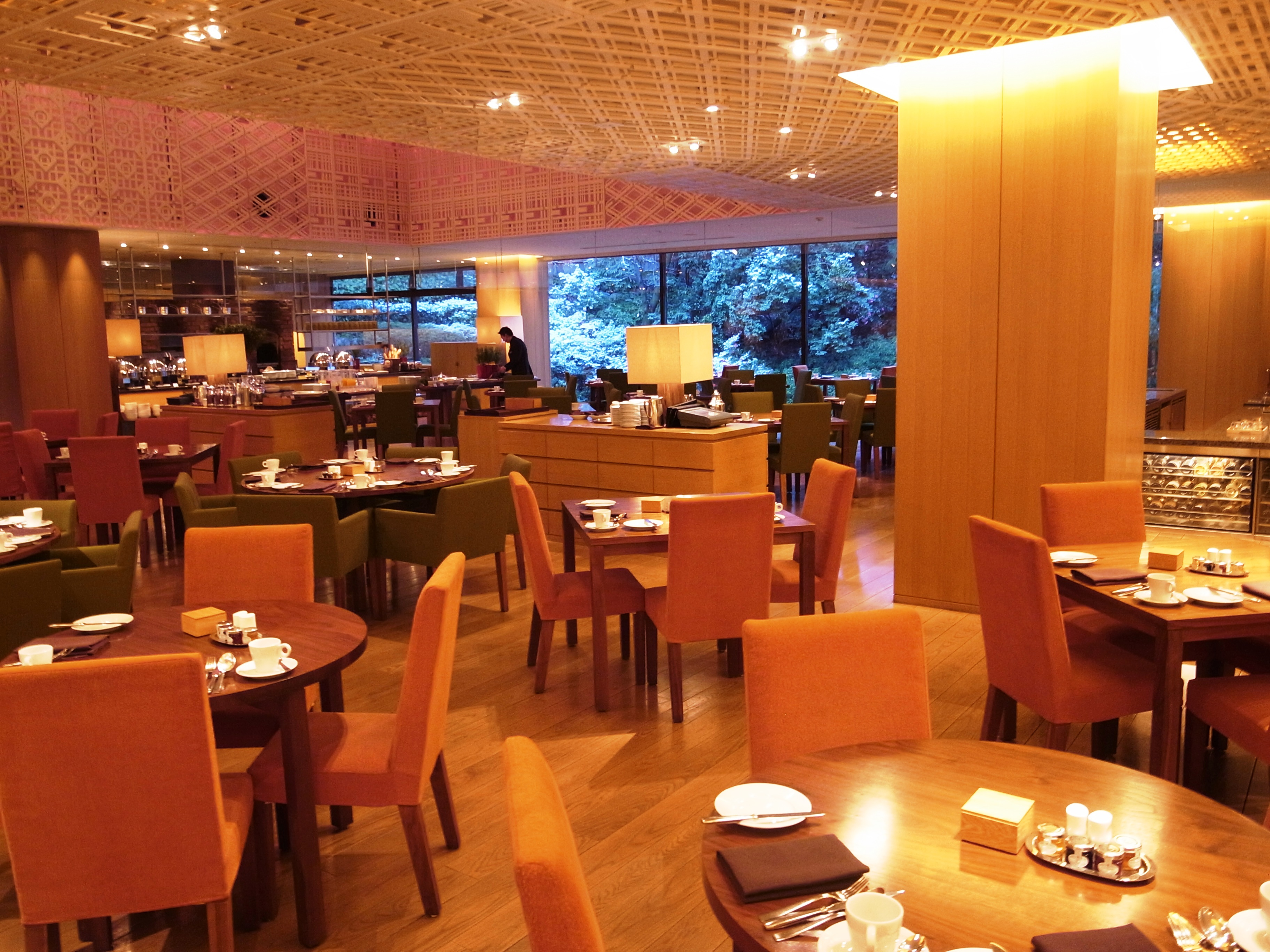
ザ・グリル

## 設備
- 東山（日本料理）
- Touzanバー
- ザ・グリル
- トラットリア セッテ（イタリア料理）
- RIRAKU スパ アンド フィットネス

など

## 交通アクセス
- 鉄道
  - JR京都駅下車、車で5分
  - 京阪電気鉄道七条駅下車、徒歩5分
- バス
  - 京都市営バス「東山七条」または「博物館三十三間堂前」バス停下車
  - 京都急行バス（プリンセスラインバス）「東山七条」バス停下車